# Dilat
Dilat (lat. Dillatum)- naziv dijela splitskog srednjovjekovnog teritorija koji se pružao od granica Solina do trogirske granice, dakle u istočnom dijelu današnjeg Kaštelanskog polja.
Granica Dilata prema Trogiru ustaljena je u 14. st. kad je Ostrog definitivno pripao Trogiru. Granica je već prije bila označena na morskoj obali jednim stupom koji se u trogirskim izvorima nazivao Stup pod Ostrogom, a u splitskim Stup u Dilatu. 
Značajniji dijelovi Dilata bili su Lažani, s crkvom sv. Mihovila, naselja Selišća, sela Kruševik i Kozice, posjed splitskih benediktinki, posjed splitske nadbiskupije sa selom Sućurcom i selo Smoljevac koje se nalazilo na granici Dilata i solinskog područja.
U poznatim izvorima Dilat se prvi put spominje 1171. u zavodu splitskih benediktinki, kada je opatica Kaća dala načiniti popis samostanskih posjeda za koje se kaže da su bili "in Dilato".
Negdje je toponim Dilat izveden od participa prošlog glagola differo, differe, distuli, dilatum. Dilatum znači rašireno, pruženo. Moguće je da je takvo etimološko objašnjenje ispravno, jer dilatum može u prenesenom značenju biti i polje.